# 甲賀流
甲賀流（こうかりゅう、こうがりゅう）是與伊賀流齊名之最有名的忍術流派之一。但是不存在以「甲賀流」為名的流派，「甲賀流」僅是近江國甲賀郡之地傳承的忍術流派之總稱。

## 特徵
存在於現在的滋賀縣甲賀市（こうかし）、湖南市（こなんし）。平常務農或行商各地以收集情報，於戰爭時則活躍於戰場或大後方。在忍術流派之中長於用藥。與隔山的伊賀流相異之處，在於甲賀流忍者對主君盡忠，但是伊賀流忍者與雇主之間僅有金錢契約的僱傭關係。
甲賀眾曾經服從於南近江的大族六角家跟後來上洛建立霸權的織田信長，在江戶幕府成立後也為德川家康效力。甲賀流的大放異彩，首在六角家遭到室町幕府將軍足利義尚討伐時，六角高賴放棄居城觀音寺城逃往甲賀，依賴甲賀眾在鉤之陣中屢屢奇襲足利軍，以游擊戰打成膠著局面。甲賀流因為助戰有功，其中五十三家地侍被六角家封為「甲賀五十三家」（在五十三家之中，六角氏特別發下感狀賞賜的又稱「甲賀二十一家」）。

## 甲賀忍者
- 望月與右衛門
- 望月吉棟
- 大伴細人
- 上杉秀司
- 山中俊房
- 山中長俊
- 山中俊好
- 多羅尾光俊
- 杉谷善住坊
- 和田惟政
- 和田惟長
- 伴長信
- 鵜飼孫六
- 篠山資忠
- 篠山景春(理兵衛)
- 夏見角助
- 高山重友
- 高山友照
- 中村一氏
- 三雲成持
- 青山虎之助
- 魚住源吾
- 芥川義距
- 栗山利安
- 高峰蔵人
- 山岡景友(道阿彌)
- 石田正藏
- 川上仁一

## 相關新聞
- 被稱為甲賀流最後傳人的川上仁一表示小時候不知道自己在練什麼，長大後才知道是忍術，但表示不收弟子，因為不適合現代生活。[1][2]

## 關連作品
- 真田十勇士 - 猿飛佐助
- 甲賀忍法帖／BASILISK甲賀忍法帖
- サスケ
- 伊賀之影丸
- 忍者哈特利 - 例如煙卷煙藏、影千代
- 超電磁マシーン ボルテスV
- 陰守忍者
- 隱王
- 侍魂
- 忍者亂太郎 - 例如大木雅之助
- 精靈寶可夢 - 例如甲賀忍蛙

## 關連項目
- 忍者
- 藤田西湖
- 川上仁一

## 外部連結
- 甲賀流忍術屋敷、忍者コラム （页面存档备份，存于）
- （页面存档备份，存于）

1. ↑  .   [2015-02-02]. （原始内容存档于2015-02-02）.
2. ↑  .   [2015-02-02]. （原始内容存档于2015-02-02）.